# دارين بيتس
دارين بيتس (بالإنجليزية: Daren Bates)‏ هو لاعب كرة قدم أمريكية أمريكي، ولد في 27 نوفمبر 1990 في ممفيس في الولايات المتحدة.

## وصلات خارجية
- دارين بيتس على موقع مرجع كرة القدم المحترفة.كوم (الإنجليزية)